# Luis Pérez
Luis Pérez Rodriguez (født 16. juni 1974) er en tidligere spansk professionel cykelrytter, som cyklede for det professionelle cykelhold Andalucía-Cajasur.
Pérez stoppede sin karriere efter den sidste etape af Vuelta a España 2007, søndag den 23. september.